# Jens Söring
Jens Söring (Bangkok, 1 de agosto de 1966) es un ciudadano alemán hijo de un diplomático, recibió una beca para superdotados y en 1984 comenzó a estudiar en la Universidad de Virginia, Charlottesville, Virginia, Estados Unidos; allí se enamoró de la estudiante Elizabeth Haysom.
El 30 de marzo de 1985 Derek y Nancy Haysom, los padres de Elizabeth, fueron asesinados en su casa en Bedford. El 30 de abril de 1986 Jens Söring y su amiga fueron detenidos en Londres, Gran Bretaña. Creyendo erróneamente que todos los portadores de pasaportes diplomáticos gozarían de inmunidad diplomática, y que por lo tanto sería entregado a Alemania, confesó haber matado a los señores Haysom para proteger a su novia, aunque posteriormente se retractó de su confesión. En agosto de 1989, Gran Bretaña se comprometió a extraditar a Jens Söring a Estados Unidos, pero solo bajo la condición de que no fuese ejecutado. El 12 de enero de 1990 fue extraditado y llevado a la cárcel del condado de Bedford. El 4 de septiembre de 1990 fue condenado a dos cadenas perpetuas consecutivas.
El 24 de septiembre de 2009 el Instituto de Ciencias Forenses de Virginia emitió un certificado de análisis que indicó que 42 pruebas de ADN del lugar del asesinato fueron examinadas, pero que ninguna correspondía con Jens Söring. Jens Söring siempre ha sostenido que es inocente.

## Publicaciones
En prisión escribió varios libros.
En inglés:
- The Way of the Prisoner. Breaking the Chains of Self Through Centering Prayer and Centering Practice. Lantern Books, Nueva York 2003, ISBN 1-5905-6055-8
- An Expensive Way to Make Bad People Worse. An Essay on Prison Reform from an Insider's Perspective. Lantern Books, Nueva York 2004, ISBN 1-5905-6076-0
- The Convict Christ. What the Gospel Says about Criminal Justice. Orbis Books, Maryknoll, N.Y. 2006, ISBN 1-5707-5648-1
- The Church of the Second Chance. A Faith-Based Approach to Prison Reform. Lantern Books, Nueva York 2008, ISBN 1-5905-6112-0
- One Day in the Life of 179212 Lantern Book, Nueva York, 2012, ISBN 978-1590563458

En alemán:
- Richtet nicht, damit ihr nicht gerichtet werdet. Echter Verlag, Wurzburgo, 2008, ISBN 978-3-429-03024-7
- Ein Tag im Leben des 179212. Gütersloher Verlagshaus, Gütersloh, 2008, ISBN 978-3-579-06997-5
- Wiederhole schweigend ein Wort. Gütersloher Verlagshaus, Gütersloh, 2009, ISBN 978-3-579-06999-9
- Nicht Schuldig! – Wie ich zum Opfer der US-Justiz wurde. Droemer, marzo de 2012, ISBN 978-3-426-27579-5